# Riviera (district)
Het district Riviera is een bestuurlijke eenheid binnen het kanton Ticino. Het district heeft een oppervlakte van 145,62 km² en heeft 10.398 inwoners (eind 2023).
Tot het district behoorden tot 1 april 2017 de volgende gemeenten:
| Biasca    | 5935  | 59,1  |
| Claro     | 2315  | 21,2  |
| Cresciano | 593   | 17,2  |
| Iragna    | 528   | 18,3  |
| Lodrino   | 1556  | 31,6  |
| Osogna    | 985   | 19,0  |
|           | 12918 | 166,4 |

Na 1 april 2017 omvat het district de volgende gemeenten:
| Biasca  | 6136  | 59,1  |
| Riviera | 4262  | 86,5  |
|         | 10398 | 145,6 |

Bellinzona · Blenio · Leventina · Locarno · Lugano · Mendrisio · Riviera · Vallemaggia